# Prosseggklamm
Prosseggklamm är en ravin i Österrike.   Den ligger i förbundslandet Tyrolen, i den centrala delen av landet, 300 km väster om huvudstaden Wien. Prosseggklamm ligger 990 meter över havet.
Terrängen runt Prosseggklamm är huvudsakligen mycket bergig. Prosseggklamm ligger nere i en dal. Runt Prosseggklamm är det ganska glesbefolkat, med 26 invånare per kvadratkilometer.. Närmaste större samhälle är Matrei in Osttirol, 1,9 km söder om Prosseggklamm. 
I omgivningarna runt Prosseggklamm växer i huvudsak blandskog.